# NEAT
Програма спостереження за навколоземними астероїдами (англ. Near-Earth Asteroid Tracking, NEAT) була спільною програмою NASA та Лабораторією реактивного руху, націленою на відкриття навколоземних об'єктів. Проєкт NEAT було розпочато в грудні 1995 року та завершено у квітні 2007 року. NEAT був наступником Паломарського огляду астероїдів, які перетинають орбіти планет. Наступником NEAT стала «Програма навколоземних об'єктів».

## Історія

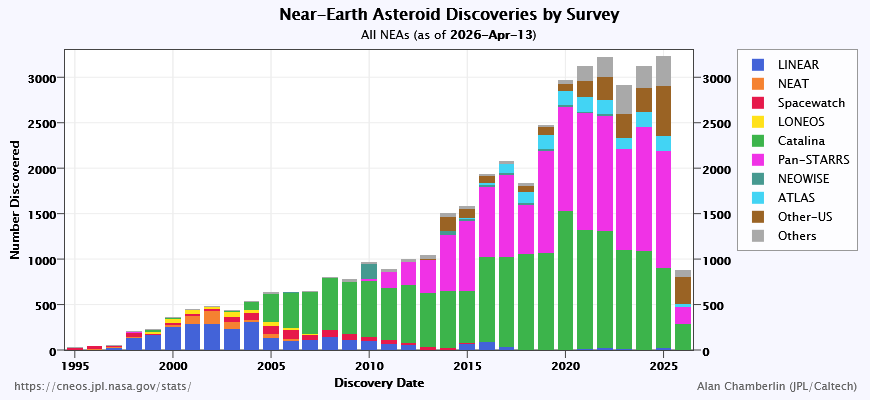
Кількість навколоземних об'єктів, зафіксованих різними проєктами:

Першим головним дослідником NEAT була Елеанор Френсіс Гелін, її колегами були Стівен Х.Правдо (Steven H. Pravdo) та Девід Л.Рабіновіц.
NEAT мала кооперативну угоду з ВПС США на використання одного з телескопів GEODSS обсерваторії Халеакала, розташованого на гавайському вулкані Халеакала. Команда NEAT розробила CCD-камеру та комп'ютерну систему для телескопа GEODSS. Матриця CCD-камери мала 4096 × 4096 пікселів, поле зору — 1,2° × 1,6°.
З квітня 2001 року NEAT використовував також телескоп Самуеля Ошина (телескоп Шмідта з апертурою 1,2 м у Паломарській обсерваторії) для відкриття та спостереження за навколоземними об'єктами. Цей телескоп обладнаний камерою зі 112 CCD, кожний з яких має роздільну здатність 2400 × 600 пікселів. За допомогою цього телескопу було отримано зображення, на яких відкрито Квавар (2002 р.), Седну (2003 р.) та карликову планету Ериду.
Крім самостійного відкриття тисяч астероїдів, за NEAT також визнається спільне (повторне) відкриття періодичної комети 54P/де Віко-Свіфта-NEAT та зорі Тігардена з великим власним рухом. Комета C/2001 Q4 (NEAT) також була відкрита NEAT 24.08.2001 р.
На честь програми на початку 2005 р. було названо астероїд 64070 NEAT.

## Відкриття
Астероїд 1996 PW було відкрито 09.08.1996 року автоматичною пошуковою камерою NEAT на Халеакала, Гаваї. Це був перший об'єкт із типовою для довгоперіодичних комет орбітою, який не був активною кометою. Було висунуто гіпотезу, що він є виродженою кометою або незвичним астероїдом.